# Beograd Centar
Beograd Centar – stacja kolejowa w Belgradzie, w Serbii, której budowa rozpoczęła się w latach siedemdziesiątych XX wieku. Stacja ostatecznie została otwarta 1 lipca 2018, kiedy to przejęła cały ruch kolejowy po zamknięciu stacji Beograd-Glavna.